# Slaget vid Valkeala
Slaget vid Valkeala ägde rum under Gustav III:s ryska krig den 29 april 1790 vid Valkeala i Kymmenedalen i Södra Finlands län och slutade med svensk seger.

## Slaget
En svensk armékår under Gustav III:s eget befäl korsade den 28 april 1790 Kymmene älv vid Pörille by på en hastigt slagen bro samt över ett vadställe. Följande dag fortsattes marschen till Valkeala, där en rysk styrka om ca 3000 man stod, uppdelade på tre bataljoner. Slaget blev hårt, men tack vare en serie häftiga svenska bajonettanfall, på nära håll, säkrades den svenska segern, och ryssarna drevs bakåt, för att till slut retirera. Intensiteten i striden var hög, och den svenske generalen Gustaf Wachtmeister blev själv sårad i armen av en muskötkula. Flera svenska regementen deltog i slaget, och även kungen, Gustav III fanns på plats.
Inrikes tidningar beskrev slaget den 10 maj 1790:
| ”                                                   | Konungen, som förmärkte, någon halt ske i colonnen, begaf sig genast fram till Teten, at erfara orsaken, då han mötte Grefwe Wachtmeister, som afsteg från sin häst ock halfdånad dignade wid en sten. Dock som han snart kom sig åter före, upgaf han åt Konungen hwad som ännu fattades i de Ordres han hade utgifwit. Konungen anbefalte då genast Des äldsta tilstädes warande General-Adjutant af Flygeln, Friherre Otto Wrede, at utföra det och återställa ordningen, som ock skedde. Colonnen fortsatte sin marche och deplojerade Bataillons-wis, så snart rummet tillät, Teten til vänster och Quenen till höger. Teten som war första Bataillon Kronobergs, anfördes af Öfwerste-Lieutenant Påhlman och attaquerade först. Man bör nämna, til denna Bataillons heder, at sedan de redan hade lagt an, men General-Majoren Pauli påminde at hålet war nog långt, de med all köld åter halfspände hanen och lade på axelen. Men som nu Öfwerste-Lieutnanten Påhlman blev blesserad, och denna händelsen förorsakade någon oordning i en Trouppe, som har et utmärkt förtroende till denna des Befälhafware, nedsteg General-Majoren Pauli af sin häst och satte sig framför denna Bataillon, som nu kommenderades av Major Porath. Bemälte Bataillon Kronobergs marcherade då rätt på och mötte en mycket stark eld; til wänster om densamma deplojerade andra Bataillon Kronobergs och fortsatte attaquen. | „ |
| – Inrikes Tidningar, 10 maj 1790, sid 2. Stockholm. | |   |

När slaget var slut stod det klart att Wachtmeisters personliga mod och det sätt på vilket han satt in de avgörande bajonettanfallen hade säkrat den svenska segern. Kung Gustav III behövde denna seger, då hemmaopinionen mot kriget sviktade, och han utnämnde Wachtmeister på slagfältet till generalmajor. De svenska förlusterna uppgick 150 döda och sårade av vilka hälften tillhörde Kronobergs regemente.
Gustav III skrev direkt efter slaget en ögonvittnesskildring i ett brev till drottning Sofia Magdalena, daterat den 1 maj 1790 i Valkeala:
| ” | Baron Hamilton kommer att säga Er att jag har en kontusion uppåt till på höger arm, men den är mycket lätt. Jag fick den då Greve Wachtmeister som sårats, lämnade den högra flygeln utan befälhavare. Då jag skyndade åt det hållet, befann jag mig i den våldsammaste eldgivning som jag någonsin hört. Därför stannade jag där endast till en början för att ge Baron Wrede den plats som Greve Wachtmeister inte längre kunde inneha. Baron Hamilton var hela tiden tillsammans med mig och uppförde sig utmärkt. | „ |
| – von Proschwitz, G. Katarina och Gustaf III en återfunnen brevväxling, 1998, sid 229. Stockholm: Norstedts Förlag. | |   |

Gustaf III fortsätter med:
| ” | Massakern på fienden var fruktansvärd och drabbningens sista ögonblick något helt gräsligt. Natten hade kommit på, man kunde bara se eld och man hörde bara skrik. Om vi var framgångsrika, så gjorde vi också ett rysligt och krävande arbete, ty vi sov i det fria två nätter i rad i en kyla och en frost som var så kraftig att de små bäckarna bar på morgonen. Som alla andra låg jag bredvid lägerelden. | „ |
| – von Proschwitz, G. Katarina och Gustaf III en återfunnen brevväxling, 1998, sid 230. Stockholm: Norstedts Förlag. | |   |

## Följder
Slaget i sig självt var en svensk seger, men sedan en arméfördelning under Överste Hans Leonard Svedenhielm tvingats tillbaka vid Anjala den 5 maj, måste dock hela armékåren dra sig tillbaka, och via Keltis åter gå över Kymmene älv. Detta ledde till Slaget vid Keltis baracker.

## Deltagande svenska regementen
- Västmanlands regemente
- Östgöta infanteriregemente
- Livgrenadjärregementet
- Kronobergs regemente